# شيحاط (العرش)

تعديل مصدري - تعديل

شيحاط هي إحدى قرى عزلة العرش بمديرية العرش التابعة لمحافظة البيضاء، بلغ تعداد سكانها 509 نسمة حسب تعداد اليمن لعام 2004.